# Mutant Year Zero: Road to Eden
Mutant Year Zero: Road to Eden è un videogioco sviluppato dallo studio svedese The Bearded Ladies e pubblicato da Funcom. È uno strategico a turni ideato a partire dalla serie svedese Mutant Chronicles, pubblicata da Target Games. 
Inizialmente è stato pubblicato il 4 dicembre 2018 per Microsoft Windows, PlayStation 4 e Xbox One. Il 30 luglio 2019 è stata pubblicata una versione per Nintendo Switch. Il gioco presenta anche un'espansione, Seed of Evil, che prosegue nella narrazione della storia del capitolo principale e aggiunge un personaggio giocabile, nuove mappe, nemici e attrezzature.

## Trama
In un mondo devastato da guerre nucleari globali e dalla Peste Rossa, i pochi sopravvissuti rimasti sono diventati mutanti. L'unica fortezza di apparente civilizzazione è l'Arca, una struttura lasciata dagli "Antichi" ovvero gli abitatori del pianeta prima della grande devastazione. Il territorio circostante, chiamato "la Zona", è profondamente ostile, essendo popolato da umani sopravvissuti estremamente inclini alla follia e alla violenza, i Ghouls. 
A guidare la comunità formatasi nell'Arca è l'Anziano, una misteriosa figura e l'unica che è a conoscenza del mondo passato e dei suoi segreti. Per sopravvivere, determinati individui, chiamati Persecutori, vengono mandati a esplorare le aree circostanti alla ricerca di risorse. 
A seguito della sparizione di un importante elemento della comunità, Hammon, genio tecnico senza il quale i sistemi dell'Arca non possono continuare a funzionare, l'Anziano manda due Persecutori a cercarlo: Bormin, un cinghiale umanoide, e il sarcastico Dux, un mutante dalla forma di papero. I due si dirigono a nord, dopo aver trovato indizi che suggeriscono che Hammon si sia diretto verso il sito dove è caduta una navicella, al fine di trovare la chiave che dovrebbe condurlo all'Eden, una terra promessa entrata nell'immaginario dei sopravvissuti. Durante la ricerca, Bormin e Dux si imbattono in altri due Persecutori, Magnus e Selma, compagni di Hammon. I nuovi arrivati raccontano di come siano stati lasciati a morire da una particolare Setta di Ghouls chiamata Nova, dopo che questa ha catturato il tecnico per far sì che li aiuti nel loro obbiettivo, ovvero usare le armi degli Antichi per attaccare l'Arca. 
Il nuovo gruppo si dirige verso il quartier generale della Setta, la Lancia del Paradiso. Prima di arrivare, incontrano Farrow, una volpe mutata che si unisce ai Persecutori per vendicarsi dei Ghouls che hanno distrutto il luogo in cui ha abitato fino a quel momento. Dopo vari scontri riescono a entrare nel quartier generale, un bunker appartenente alla precedente civiltà, e salvano Hammon. Questi rivela che l'Eden esiste ed è una struttura degli Antichi che contiene informazioni sulla natura dei mutanti. Purtroppo il gruppo di Ghouls appartenente a Nova li ha anticipati, leggendo la mente all'ostaggio e scoprendo la collocazione dell'Eden. Per raggiungerlo, i quattro devono prima attraversare la Città Dimenticata, una zona che veniva usata in passato per confinare gli infetti di Peste Rossa, ora piena di robot degli Antichi ostili verso chiunque cerchi di entrare. 
L'Anziano ordina a tutti di rientrare all'Arca visto che l'obbiettivo di salvare Hammon è stato raggiunto, affermando inoltre di non voler mettere in pericolo ulteriormente i mutanti. Bormin e gli altri disobbediscono e si dirigono alla Città. Riescono a raggiungere i Nova e a sconfiggerli, arrivando a uccidere il loro capo, Plutonia. Subito dopo le porte dell'Eden si aprono rivelando i segreti degli Antichi. In passato, infatti, all'interno di questa struttura, alcuni scienziati hanno fatto esperimenti per creare mutanti prima che il tutto venisse chiuso a seguito delle esplosioni nucleari. Si scopre inoltre che l'Anziano faceva parte di questo team di scienziati, e proprio per proteggere i suoi esperimenti voleva che i Persecutori rientrassero immediatamente all'Arca. Subito dopo queste rivelazioni, una radio si attiva e una voce chiede di rientrare al Comando Centrale Svezia.

### Seed of Evil
Dopo aver scoperto che i Persecutori hanno disobbedito ai suoi ordini, l'Anziano abbandona l'Arca. Poco dopo, i quattro protagonisti degli eventi precedenti lo inseguono e lo raggiungono a nordest della Zona. Dopo aver chiesto spiegazioni sulle scoperte nell'Eden, il vecchio scappa con un razzo nello spazio. Nel frattempo una strana pianta comincia a diffondersi nel territorio, raggiungendo anche l'insediamento dei Persecutori. La pianta sembra influenzare i comportamenti dei Ghoul e degli abitanti dell'Arca. Si scopre che la comunità ha posto come nuovo capo Pripp, il barista, ma questi si scopre incapace di gestire la situazione e chiede aiuto ai quattro mutanti. 
Raccogliendo informazioni, il gruppo scopre che la causa di tutto è Goran, un mutante capace di controllare le piante, bandito dall'Arca tempo fa. Egli risiede in un'altra Arca (di cui l'Anziano non era a conoscenza), a nordest, e i Persecutori decidono di raggiungerlo. Durante il viaggio incontrano Big Khan, una grossa alce umanoide, che si unisce al gruppo per far terminare il pericolo delle piante. Raggiungono finalmente Goran nel deserto e lo uccidono, scoprendo che in realtà anche lui era stato manipolato da un'antica creatura che si rivela essere l'Antico Jyoko, il più vecchio albero della Zona. 
I Persecutori riescono a sconfiggere l'Antico Jyoko distruggendo le sue spore. L'albero collassa su sé stesso rivelando un'apertura al di sotto di esso, una struttura simile all'Eden, gestita dalla stessa corporazione che ha creato i mutanti, la corporazione Mimir. Quest'ultima voleva purificare l'aria da qualunque agente tossico e renderla nuovamente respirabile, ma il progetto era stato abbandonato allo scoppio della guerra. L'albero aveva poi acquisito coscienza e aveva deciso di "purificare" tutte le creature viventi infettandole con le sue spore e controllandone la mente. 
In seguito i mutanti tornano accolti come eroi e Bormin viene eletto come nuovo capo dell'Arca.

## Modalità di gioco
Il gioco si presenta come uno strategico a turni ma si sviluppa in un'avventura tattica con molti elementi stealth e di esplorazione. All'inizio il giocatore ha l'opportunità di controllare due personaggi. Continuando la storia se ne aggiunge un altro, e poi altri due, ognuno con le proprie abilità e peculiarità; infatti tutti i personaggi hanno un albero delle abilità che può essere potenziato proseguendo nel gioco. Per esplorare il mondo di gioco bisogna scegliere tre personaggi e formare così il gruppo che esplora le differenti zone selezionabili su una mappa.
Fondamentale all'interno del panorama di gioco è l'Arca, raggiungibile una volta scoperta con il viaggio rapido, così come le altre zone di gioco (tutte selezionabili sulla mappa di gioco). Qui si possono comprare armi e potenziarle, grazie ai moduli di potenziamento, scambiare i rottami trovati durante l'esplorazione e sbloccare potenti bonus di squadra grazie agli artefatti.
I nemici hanno un'area rossa circolare entro la quale ingaggiano in combattimento il giocatore se questi si avvicina troppo. Viene data quindi possibilità al giocatore di ingaggiare i nemici in modalità stealth oppure di iniziare il combattimento. Una volta iniziato, il combattimento si svolge a turni tra mosse del giocatore e mosse attuate dall'IA di gioco. I personaggi devono sfruttare coperture e abilità per vincere i combattimenti, basandosi su un movimento a griglia. È presente anche un sistema di percentuali che determinano la possibilità di colpire un nemico.
Ci sono tre difficoltà selezionabili: normale, difficile e massima. Nella prima si recuperano punti ferita dopo ogni scontro, nella seconda il recupero è dimezzato e nella terza i punti non si recuperano mai. È presente anche la possibilità di attivare la modalità "Iron Mutant" a inizio partita, dove non sono permessi salvataggi e la morte è permanente.
Nel contenuto scaricabile Seed of Evil non si verifica una significativa modifica al gameplay. Vengono però aggiunte nuove abilità, nuove attrezzature e armi, e un nuovo personaggio giocabile.

## Personaggi
- Bormin: un mutante dalle fattezze di cinghiale, irascibile e onesto, è grande amico di Dux. Entrambi sono Persecutori, ovvero esploratori alla ricerca di risorse per la sopravvivenza dell'Arca. Alla fine della storia viene scelto come nuovo capo dell'Arca per le sue qualità di leadership.

- Dux: amico inseparabile di Bormin, ha le fattezze di un'anatra. Anche lui è un Persecutore ed è il membro più caustico e sarcastico del gruppo. Accompagna Bormin in tutte le sue avventure.

- Selma: Persecutrice compagna di Hammon, ha un aspetto umano anche se presenta un corno sulla fronte. Ha grande fiducia nel compagno e crede all'esistenza dell'Eden. Attaccata insieme agli altri dai Ghouls, si ferma per riprendersi dall'attacco e lascia andare avanti Hammon. Si incontra con Dux e Bormin e insieme a loro va alla ricerca di Hammon.

- Magnus: compagno di Hammon e Selma, è un mutante dall'aspetto umano ma con mutazioni interne. Come i membri della Setta Nova, ha sviluppato poteri particolari ma, a differenza loro, non è impazzito, anzi ciò che lo contraddistingue è un'insolita calma. Lasciato a morire dopo l'attacco della Setta Nova, viene trovato da Selma, Bormin e Dux e si unisce al gruppo.

- Farrow: mutante dalle fattezze di volpe, si unisce agli altri per vendicarsi dei Ghouls che le hanno distrutto l'insediamento.

- Big Khan: presente nel contenuto scaricabile Seed of Evil, è un mutante che si presenta come una grossa alce. Aiuta i protagonisti a sconfiggere l'albero Old Jyko.

- Hammon: geniale tecnico, è l'unico che mantiene attivi i sistemi dell'Arca. Si reca alla ricerca dell'Eden e l'Anziano incarica Dux e Bromin di trovarlo. Viene catturato dalla Setta Nova che ha intenzione di usarlo per i suoi scopi. Viene liberato dai Persecutori e li indirizza verso la Città Dimenticata per fermare Plutonia e i suoi Ghouls.

- L'Anziano: vecchio leader dell'Arca, è l'unico a conoscenza del mondo passato, prima della devastazione nucleare. Incarica i protagonisti di cercare e salvare Hammon, senza il quale l'Arca smetterebbe di funzionare. Ordina al gruppo di tornare alla base una volta salvato e mostra un'insolita preoccupazione per l'incolumità dei mutanti. Si scopre che era uno degli scienziati a capo di un progetto per la loro creazione all'interno dell'Eden. Successivamente scappa dall'Arca, per poi essere inseguito da Bormin e gli altri che gli chiedono spiegazioni. Alla fine fugge nello spazio su una navicella.

- Plutonia: antagonista del gioco, è a capo della Setta fanatica Nova. Il suo scopo è usare le armi degli Antichi per distruggere l'Arca. Ha poteri particolari grazie alle radiazioni, acquisiti anche dagli altri Ghoul Nova e da Magnus. Viene uccisa poco prima di entrare nell'Eden.

- Goran: mutante capace di controllare le piante. Bandito dall'Arca e creduto colpevole della diffusione di spore nel territorio, viene sconfitto ma si rivela essere controllato dall'Antico Jyko.

- L'Antico Jyko: il più antico albero della Zona, diffonde spore per controllare gli esseri viventi nel territorio. È stato creato dagli scienziati della Mimir Corporation per sanificare l'aria ma è stato abbandonato dopo lo scoppio delle guerre nucleari e infetta credendo di "sanificare" il territorio. Viene eliminato alla fine della storia.

## Sviluppo
Mutant Year Zero: Road to Eden è stato sviluppato da The Bearded Ladies, team fondato dagli sviluppatori danesi IO Interactive. Il gioco è stato pubblicato da Funcom. Hanno partecipato alla sua creazione gli sviluppatori di Hitman, Payday: The Heist e Payday 2. È basato sul gioco di ruolo Mutant: Year Zero.
Inizialmente i creatori volevano creare un gioco open world ma l'idea non era compatibile con un gioco basato sui combattimenti a turno. La scelta finale del team è stata quella di creare elementi di trama durante l'esplorazione dell'ambiente di gioco, senza l'inclusione della morte permanente del giocatore che avrebbe rovinato l'esperienza narrativa. 
Dopo l'annuncio dello sviluppo del gioco da parte di Funcom nel marzo 2018, il gioco è stato pubblicato il 4 dicembre su Microsoft Windows, PlayStation 4 e Xbox One. Il 30 luglio del 2019 è uscita l'edizione Deluxe che include la colonna sonora originale, un wallpaper, un libro e l'espansione Seed of Evil uscita lo stesso giorno. La versione per Nintendo Switch è uscita il 25 giugno 2019.

## Accoglienza
| Testata        | Versione | Giudizio |
| -------------- | -------- | -------- |
| Multiplayer.it | PC       | 8.5/10   |
| Everyeye.it    | PC       | 8/10     |
| SpazioGames.it | -        | 7.7/10   |
| Eurogamer      | -        | 8/10     |
| Tom's Hardware | -        | 7.5/10   |
| IGN            | PC       | 7.4/10   |

Il titolo ha ricevuto recensioni generalmente positive. 
Le caratteristiche più apprezzate sono state la grafica e il level design. Il videogioco ha ricevuto un plauso da più riviste specializzate per quanto riguarda i dettagli grafici presenti nei luoghi e nei personaggi, così come i giochi di luce e ombra, la distruzione ambientale, le texture (anche se non sempre curatissime per tutti i personaggi) e la grande varietà di ambienti e soluzioni grafiche.
La trama e la caratterizzazione dei personaggi vengono considerate abbastanza interessanti, anche se spesso peccano di eccessiva linearità. Molto riuscite sono le interazioni (un po' troppo rare) tra i protagonisti e gli oggetti ritrovati durante l'esplorazione, che danno luogo a siparietti divertenti a causa delle interpretazioni errate e pittoresche che i mutanti danno a strumenti utilizzati tutti i giorni dagli umani prima dell'apocalisse, e strappano più di una risata ai videogiocatori.
Il sistema di combattimento è considerato efficace, grazie a un'interfaccia lineare e pulita, a una buona varietà di approcci e a una difficoltà che risulta impegnativa per la maggior parte dei giocatori anche a livello normale. Il sistema di danni percentuali talvolta risulta non preciso e il posizionamento della camera può confondere nei momenti più concitati.  Leggere critiche sono state rivolte anche all'IA di gioco che talvolta risulta troppo ingenua e poco aggressiva, e all'eccessivo uso di script che rendono il tutto troppo lineare e privo di novità.
La durata complessiva del titolo in alcuni casi viene considerata sufficiente, con una durata media di trenta ore , in altri invece insoddisfacente, non arrivando alle dieci ore complessive.